# علوم پرورشی
علوم پرورشی یا علوم تربیتی (به انگلیسی: Education sciences) که به‌طور سنتی پداگوژی (به انگلیسی: Pedagogy) نامیده می‌شود، شاخه‌ای از علوم انسانی است که به موضوع آموزش و پرورش انسان می‌پردازد و وجوه بی‌پایان آن از جمله یادگیری، رشد، به‌کارگیری و تقویت نیروهای فکری و بدنی و غیره را مورد بررسی قرار می‌دهد. هرچه که به نوعی، به آموزش انسان‌ها مربوط می‌شود، شاخه‌ای از حیطهٔ وسیع علوم تربیتی است.

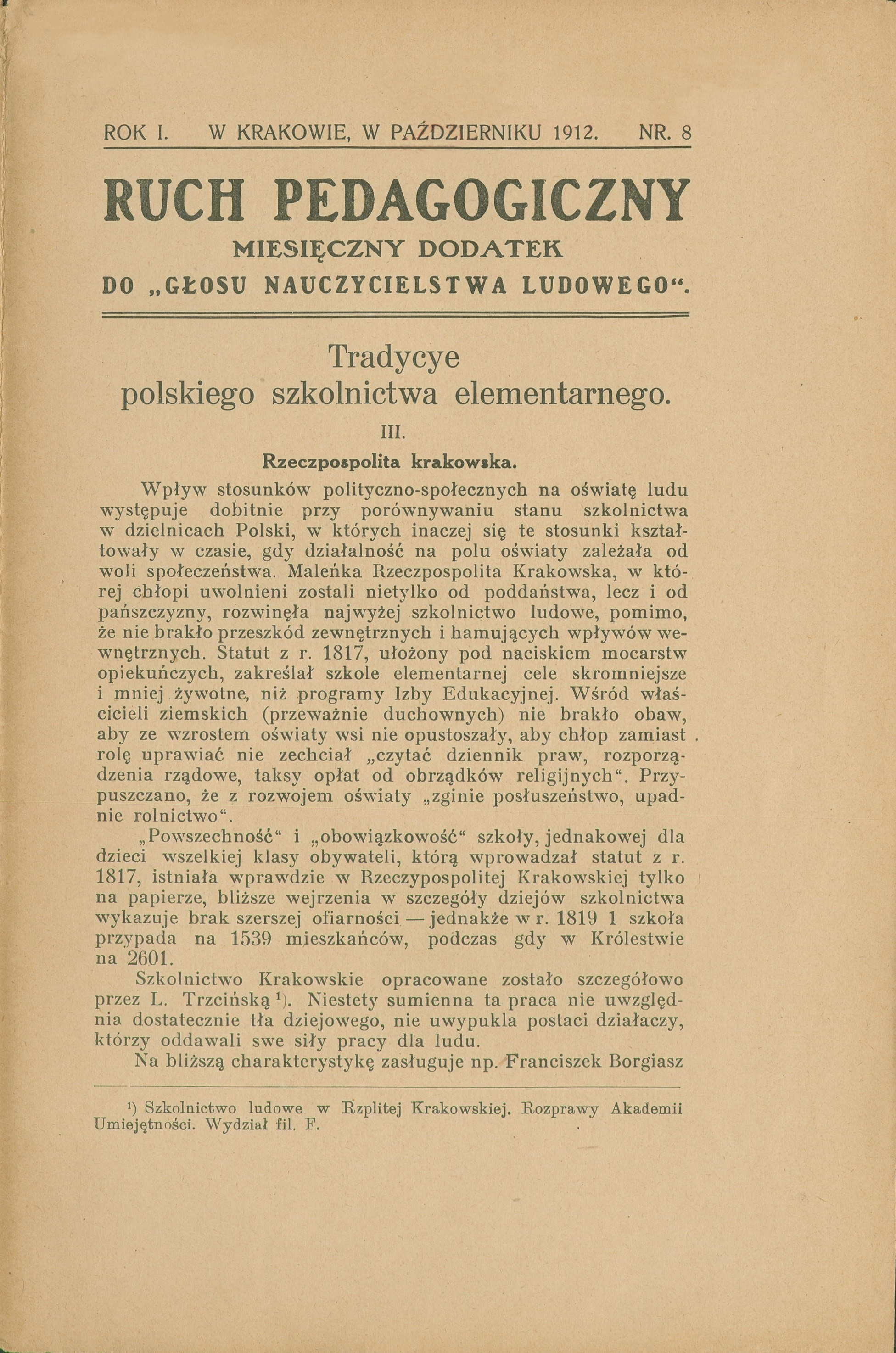
جنبش آموزشی. ۱۹۱۲ شماره ۸ - ماهنامه اختصاص داده شده به روندهای جدید در آموزش (ضمیمه "Głos Teacherstwa Ludowy")

## ریشه لغوی
کلمه انگلیسی پداگوگی مشتق یونانی παιδαγωγία (payagōgia)، از παιδαγωγός (payagōgos)، ترکیبی از گوگ ἄγω (ágō)، "رهنمون کردن" وپد بمعنی پسر παῖς (país، παιδلاً)" است.

## آموزشگری به عنوان رشتهٔ درسی
رشته دانشگاهی علوم تربیتی یکی از رشته‌های درسی است که در ایران دارای ۴ گرایش در سطح کارشناسی است.
راهبردهای آموزشی بر اساس دانش و تجربه پیشینه دانش آموز، موقعیت و محیط و همچنین اهداف یادگیری تعیین شده توسط دانش آموز و معلم تنظیم می‌شود. یک مثال می‌تواند روش سقراطی باشد.

## گرایش‌های تحصیلی در دانشگاه
از گرایش‌ها و شاخه‌های تحصیلی رشتهٔ علوم تربیتی (پرورشی) در تحصیلات آکادمیک، می‌توان: برنامه‌ریزی آموزشی، برنامه‌ریزی درسی، تاریخ و فلسفه آموزش و پرورش، تربیت معلم قرآن کریم، مدیریت آموزشی، مدیریت و برنامه‌ریزی آموزش عالی، سنجش و اندازه‌گیری پیشرفت تحصیلی و… را فهرست نمود.
مدرک تحصیلی دکترای پداگوژی، توسط برخی از دانشگاه‌های آمریکا به صورت افتخاری به معلمان برجسته اعطا می‌شود (در ایالات متحده و بریتانیا، مدارک تحصیلی در رشته آموزشی دکترای فلسفه به عنوان Ed.D.، دکترای آموزش و پرورش یا Ph.D طبقه‌بندی می‌شوند). این اصطلاح همچنین برای نشان دادن تأکید در آموزش به عنوان یک تخصص در یک زمینه (به عنوان مثال، مدرک دکترای موسیقی در آموزش پیانو) استفاده می‌شود.